# Longitarsus behnei
Longitarsus behnei es una especie de insecto coleóptero de la familia Chrysomelidae. Fue descrita científicamente en 1989 por Gruev & Arnold.